# Klammspitze
Klammspitze – szczyt w Ammergauer Alpen, części Alp Bawarskich. Leży w Niemczech, w Bawarii, przy granicy z Austrią. Góra ma dwa szczyty: wyższy - Große Klammspitze (1924 m) i niższy - Kleine Klammspitze (1882 m).
Szczyt ten można zdobyć wchodząc od strony Schloss Linderhof (980 m), natomiast wejście na niższy Kleine Klammspitze jest możliwe tylko dla ekspertów.